# Курська державна картинна галерея імені Олександра Дейнеки
Обласна бюджетна установа культури «Курська державна картинна галерея імені О. О. Дейнеки» (рос. Областное бюджетное учреждение культуры «Курская государственная картинная галерея имени А. А. Дейнеки») — художня галерея в місті Курську (Росія). Займає приміщення на вулиці Радищева, № 85 (виставкова зала) та вулиці Советській, № 3 (дирекція), загальна площа яких 1 100 м² (зокрема під експозицією — 360 м², площа зберігання фондів — 180 м²). Утворена згідно постанови президії Курського облвиконкому Ради робітничих, селянських та червоноармійських депутатів від 10 квітня 1935 року. У зібранні живопис, скульптура, графіка російських та зарубіжних майстрів XVI—XXI століть, предмети народного та декоративно-ужиткового мистецтва XVIII—XX століть. Директор закладу — Ігор Олександрович Припачкін.
Перша назва — Курська обласна картинна галерея імені К. Іванова; у 1936—1941 та 1943—1969 роках — Курська обласна картинна галерея; з 1969 року (після смерті Олександра Дейнеки 12 червня 1969 року) — Курська обласна картинна галерея імені О. О. Дейнеки.

## Історія
| Сергієво-Казанський собор. |
| Особняк Пузанова.          |

Зібрання галереї почало формуватися у 1903—1905 роках, коли почав створюватися Курський краєзнавчий музей. Це були мистецькі твори, даровані приватними особами, зокрема курським губернатором Миколою Гордєєвим. Проте кістяк колекції сформувався після Жовтневої революції, коли були націоналізовані картини з курських колекцій Барятинських (у маєтку Мар'їному), Нелідових (у маєтку Мокві), Григорія Шварца, Ребіндерів.
У 1920-ті роки неодноразово висловлювалися пропозиції оформити зібрання у Курський музей мистецтв, проте ця ідея була реалізована лише у 1935 році, за ініціативи курських художників Антона Зубова та Петра Ліхіна. Близько двохсот експонатів художнього відділу Курського краєзнавчого музею та низки районних музеїв — Рильського, Льговського та інших, були виділені для створення Курської картинної галереї. Їх розмістили у Сергієво-Казанському соборі (вулиця Горького, № 27) і 12 вересня галерея прийняла перших відвідувачів. Експозиція складалася з живописних та графічних творів майстрів західноєвропейського та російського живопису, а також картин курських художників. Першим директором став Петро Ліхін.
У роки німецько-радянської війни більшість картин було евакуйовано в тил. У 1946 році галерея була переміщена в купецький особняк межі XIX—XX століть (вулиця Советська, № 3 — колишній будинок Пузанова). 1980 року галерея отримала виставкову залу за адресою: вулиця Радищева, № 85 (прибудова до сучасного житлового будинку), перша експозиція відкрилася 1981 року.
Потягом 1930—1950-х років фонди галереї поповнювалися здебільшого через Комітет у справах мистецтв при Раді Міністрів РРФСР; значну кількість експонатів було отримано з Державного Ермітажу, Державного Російського музею, Державної Третьяковської галереї. Із середини 1960-х років галерея активізувавла збиральну діяльність власним коштом.

## Колекція
Станом на 2013 рік загальна кількість одиниць зберігання галереї становила близько 10 000, у тому числі: живопис — 1 591, графіка — 4 452, скульптура — 251, театрально-декораційне мистецтво — 19; декоративно-ужиткове мистецтво — 2 466, іконопис — 86.

### Західноєвропейське зібрання
Склалося головним чином в перші роки роботи галереї. Містить твори майстрів Італії, Фландрії, Голландії, Франції, Іспанії, Німеччини, Австрії, Англії та інших європейських шкіл XVI—XIX століть, у тому числі роботи таких майстрів, як Джованні Баттіста Тьєполо, Федеріко Бароччі, Луїджі Бечі, Гаспар де Крайєр, Франс Франкен, Карл Брейдель, Ян Вікторс, Франческо Нолетті, Л. Фош'є, Жан Ранк, Шарль Лебрен, П'єр Сюблейра, Елізабет Віже-Лебрен, Шарль Лакруа, Йоган Конрад Зеєкатц, Йоганн Християн Кленгель, Хосе де Рібера й інші.

### Російське мистецтво

#### XVIII— першої половини XIX століття
Даний розділ збірки представлений творами Федора Рокотова, Володимира Боровиковського, Михайла Теребеньова, Василя Тропініна, Олександра Іванова, Павла Федотова. Поряд з жанром портрета представлені також побутовий живопис середини століття та мистецтво академічного напрямку (Федір Бруні, Олександр Бейдеман, Федір Бронніков).

#### Другої половини XIX століття
Ця частина колекції включає картини Льва Лагоріо, Миколи Петрова, Олексія Саврасова, Івана Шишкіна, Івана Крамського, Павла Джогіна, Михайла Клодта, Архипа Куїнджі, Іллі Рєпіна, Федора Васильєва, Василя Сурикова, Василя Полєнова, Володимира Маковського, Івана Творожнікова, Кирила Лемоха, Андрія Шильдера.

#### На межі XIX—XX століть
Містить твори Ісаака Левітана, Костянтина Коровіна, Абрама Архипова, Михайла Нестерова, Леоніда Пастернака, Віктора Борисова-Мусатова, Бориса Кустодієва, Мстислава Добужинського, Олександра Бенуа, Зінаїди Серебрякової, Роберта Фалька, Іллі Машкова, Федора Константинова, Олексія Моргунова.

### Радянського мистецтво
Відділ включає твори Ігоря Грабаря, Кузьми Петрова-Водкіна, Сергія Герасимова, Олександра Осмьоркіна, Олександра Купріна, Олександра Самохвалова, Олександра Русакова, Миколи Томського, Віктора Перельмана, Федора Шурпіна, Юрія Піменова, Павла Ніконова, Наталії Нестерової та інших.

#### Роботи Олександра Дейнеки
Колекції робіт Олександра Дейнеки присвячена спеціальна зала, яка налічує понад 1 400 одиниць зберігання: монументальний і станковий живопис, станкова, журнальна та книжкова графіка, скульптура і порцелянова пластика.

### Інші
Розділ графіки представлений переважно гравюрами XVI—XIX століть. Відділ Стародавньої Русі має у своєму розпорядженні ікони XVI—XIX століть. У відділі декоративно-ужиткового та народного мистецтва — роботи народних майстрів, вироби порцелянових заводів XVIII—XIX століть, радянська порцеляна, художні лаки, мереживо, іграшки.

## Філії
Галерея має дві філії в районах Курської області:
- Будинок-музей Юхима Михайловича Чепцова: заснований 1979 року, відкритий для відвідування 1982 року. Знаходиться у смт Медвенці Медвенського району у будинку на вулиці Чепцова, № 32, де народився і працював, приїжджаючи до села влітку, художник Юхим Чепцов. Тут відтворено обстановку будинку Чепцових, експонуються етюди та картини майстра та змінні виставки творів курських художників[4].
- Меморіальний музей В'ячеслава Михайловича Кликова: заснований у 2006 році, відкритий для відвідування 2 червня 2008 року. Знаходиться на батьківщині скульптора, у Селищі імені Леніна Совєтського району, у будинку на вулиці Садовій, № 103А, де в останні роки життя часто та довго жив і працював В'ячеслав Кликов. У музеї експонуються меморіально-мистецькі матеріали, пов'язані зі скульптором, моделі його скульптур[4].

## Виноски
1. ↑  «Натюрморт із автопортретом» Франческо Ф'єравіно, «Поєдинок Геракла з кентавром Нессом» невідомого французького майстра XVII століття, «Портрет Єлизавети Олексіївни, дружини Олександра I» пензля Елізабет Віже-Лебрен[3].
2. ↑  «Натюрморт з кошиком квітів» Терези Марії Ландерзет, «Бродяги біля багаття при місячному світлі» Йоганна Конрада Зеєкатця[3].
3. ↑  «Білий колодязь», «Йосиф, який тлумачить сни» Гаспара де Крайєра, «Гавань» Мішеля Маддерстега(інші мови)[3]